# (2895) Мемнон
(2895) Мемнон (лат. Memnon, др.-греч. Μέμνων) — крупный троянский астероид Юпитера, движущийся в точке Лагранжа L5, в 60° позади планеты. Астероид был открыт 10 января 1981 года американским астрономом Норманом Томасом в обсерватория Андерсон-Меса и назван в честь Мемнона, одного из героев Троянской войны.

Орбита астероида Мемнон и его положение в Солнечной системе
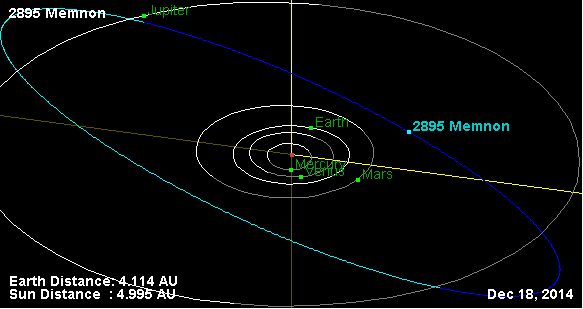
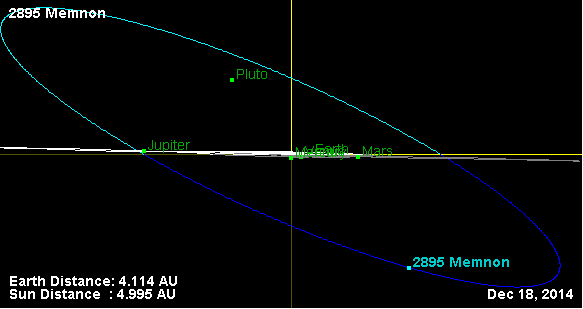

Фотометрические наблюдения, проведённые в 1990 году, позволили получить кривые блеска этого тела, из которых следовало, что период вращения астероида вокруг своей оси равняется 7,502 ± 0,010 часам, с изменением блеска по мере вращения 0,22 ± 0,01 m.